# Libanon az 1972. évi téli olimpiai játékokon
Libanon a japán Szapporóban megrendezett 1972. évi téli olimpiai játékok egyik részt vevő nemzete volt. Az országot az olimpián 1 sportágban 1 sportoló képviselte, aki érmet nem szerzett.

## Alpesisí
Férfi
| Versenyző       | Versenyszám      | Selejtező | Selejtező | Döntő         | Döntő         | Döntő    | Döntő    | Döntő      | Döntő      |
| Versenyző       | Versenyszám      | Selejtező | Selejtező | 1. futam      | 1. futam      | 2. futam | 2. futam | Összesítés | Összesítés |
| Versenyző       | Versenyszám      | Idő       | Hely.     | Idő           | Hely.         | Idő      | Hely.    | Idő        | Helyezés   |
| --------------- | ---------------- | --------- | --------- | ------------- | ------------- | -------- | -------- | ---------- | ---------- |
| Ghassan Keyrouz | Műlesiklás       | 2:10,04   | 26.       | nem ért célba | nem ért célba | kiesett  | kiesett  | kiesett    | kiesett    |
| Ghassan Keyrouz | Óriás-műlesiklás |           |           | 2:05,10       | 54.           | 2:11,20  | 45.      | 4:16,30    | 45.        |